# 圣保罗堂 (昂斯洛广场)
圣保罗堂（St Paul's）是英国伦敦南肯辛顿昂斯洛广场的一个二级保护建筑、英国圣公会教堂，建于1860年，建筑师James Edmeston。
1970年代末，昂斯洛广场圣保罗堂与邻近的堂区合并，圣保罗堂成了冗余教堂。1980年代初教区曾打算将其出售用于再开发，由于居民和信徒的努力而被阻止。1980年代末植堂成功，1990年代信徒曾达到数百。1997年该堂分裂为三部分。